# 玻璃懸崖
玻璃懸崖（英語：Glass cliff）是指在風險最高或民意低迷的危機時期女性比男性有更高機率擔任領導職務之現象，例如企業公司主管和政治選舉候選人。

## 起源
該術語由英國艾希特大學教授米歇爾·K·瑞恩和亞歷山大·哈斯拉姆於2004年創造，兩人在一項研究中檢查了富時100指數公司在任命新董事會成員之前和之後的表現，發現任命女性進入董事會的公司比其他公司更可能在過去五個月中普遍存在企業表現不佳的情形。這項研究最終發展成玻璃懸崖現象的例證，該術語類似玻璃天花板，但當中表示女性無法覺察身處透明懸崖邊緣的危險，而非指女性身處玻璃天花板中看得到但實際上無法實現的高階職位之虛假承諾。自從該術語出現以來，已不單涵蓋企業界，更涉及政治界和其他領域中。

## 概述
米歇爾·K·瑞恩和亞歷山大·哈斯拉姆的研究表明，一旦女性突破玻璃天花板並擔任主管職務，她們往往會擁有與男性同事不同的經歷。具體地表示女性更有可能擔任不穩定的職位，因此失敗的風險更高，其一是她們被任命領導處於危機中的組織，其二是她們沒有獲得成功所需的資源和支持。
米歇爾·K·瑞恩和亞歷山大·哈斯拉姆擴展玻璃天花板的隱喻，指出玻璃懸崖為一種暗藏危險且存在垮臺風險的職務任命。同時與穩定的公司相比，陷入困境的公司之CEO任期通常較短。今玻璃懸崖概念也被用來描述少數族裔或身心障礙主管所遭受的就業歧視。
玻璃懸崖現象已在法律領域記錄在案，2006年一項研究發現法學院學生更有可能將高風險案件分配給女性而非男性的首席律師。2010年另一項研究發現英國具政治學專業的大學生更有可能選擇男性政治家競選安全選區，女性候選人競選艱困選區。然在其他研究中未能證實玻璃懸崖現象的存在，如2007年對任命CEO之前之公司績效的一項研究表明，女性高管被選為不穩定主管職位的可能性並不比男性高。

## 解釋
休斯頓大學心理學教授克里斯汀·J·安德森（ Kristin J. Anderson）表示，公司之所以會向女性提供玻璃懸崖職位，源自其認為女性“不只是消耗品，更是代罪羔羊”。她表示那些為女性提供高強度工作的組織相信，無論哪種方式階能獲利，如果女性成功，公司可以渡過危機，反之她若失敗，公司不會變得更糟，而她則會遭受譴責，公司更會因平等主義和進步主義而受到讚揚，並且可以恢復過往任命男性的做法。
米歇爾·K·瑞恩和亞歷山大·哈斯拉姆稱，他們的研究表明人們認為女性更適合領導壓力大、不快樂的公司，因為她們被認為更有良好教養、直覺和創造力。這些研究人員認為，女性主管不一定會改善公司的這種情況，而是被視為可以為承擔組織失敗責任的優秀人資主管。亞歷山大·哈斯拉姆曾表示，女性高管比男性更容易接受玻璃懸崖職位，起因於她們無法獲得平時會警告主管風險的有用訊息和支持。猶他州立大學教授阿里·庫克（Ali Cook）和克里斯蒂·格拉斯（Christy Glass）稱，女性和其他少數族裔認為接受高風險工作機會是她們可能獲得的唯一機會。
2007年的一項研究發現，英國的女性新聞閱聽者比男性閱聽者更容易接受玻璃懸崖的存在，並且認為此對女性主管而言是危險且不公平的行為。女性研究參與者將玻璃懸崖的存在歸因於女性主管於職場中缺乏多元機會、遭受性別歧視和偏愛男性任職等因素。男性研究參與者表示，女性比男性本身更不適合擔任艱難的領導人物或戰略決策，當中更表示玻璃懸崖無關於性別。

## 對女性主管的影響
玻璃懸崖職位可能會損害女性主管的聲譽和職業生涯，因為當一家公司表現不佳時，人們往往會盲目指責其領導階級，而不考慮情境背景上的不同。研究人員發現，女性主管因為缺乏指導者和贊助商，導致她們一旦失敗將比男性主管更難獲得第二次機會，而且難以進入到相互照應的“故舊網絡”。然而一些研究人員則認為，與穩定的公司相比，情況不佳的公司提供女性在權力和影響力上有更多機會。